# 폴 볼스
폴 볼스(Paul Bowles, 1910년 12월 30일 ~ 1999년 11월 18일)는 미국의 작곡가, 작가이자 번역가이다. 뉴욕시에서 태어났으나 1947년 국제지구였던 모로코 북부 탕헤르에 정착해 그곳에 사망할 때까지 52년 동안 살았다. 베르나르도 베르톨루치 감독의 영화 《마지막 사랑》(The Sheltering Sky)의 원작이 된 소설로 유명하다. 1999년 사망하였으며 뉴욕 업스테이트의 가족 묘지에 묻혔다.